# Vicente Damasco
Vicente Damasco (25 de agosto de 1925-Buenos Aires, 14 de noviembre de 2001) fue un militar y político argentino. 

## Biografía
Se recibió en el Colegio Militar de la Nación en 1947.
Se graduó en 1963 en el Centro de Institutos Blindados del Ejército de los Estados Unidos, en Fort Knox, Kentucky. Junto con sus destinos militares se desempeñó como profesor de historia en el nivel secundario y de administración de empresas en el nivel universitario.
Por su estrecho vínculo con el teniente general Juan Domingo Perón, este le encargo la organización del acto de asunción de su tercera presidencia en 1973. Más tarde, Perón le encomendó la redacción del "Modelo argentino", su testamento político. Ese mismo año fue jefe del Regimiento de Granaderos a Caballo.
El 11 de agosto de 1975 la presidenta María Estela Martínez de Perón lo nombró ministro del Interior. En su breve gestión no logró impedir el pronunciamiento de los altos mandos militares - entre ellos Roberto Eduardo Viola y Guillermo Suárez Mason - que llevó a los altos mandos del Ejército al general Jorge Rafael Videla, que meses después derrocaría al gobierno constitucional de Isabel Martínez de Perón. A poco más de un mes de haber asumido renunció a dicho ministerio.
Más tarde fue designado embajador en Venezuela. Ocupó ese puesto hasta el golpe militar ocurrido en marzo de 1976.
Durante la dictadura fue sancionado y estuvo preso por criticar a los militares que produjeron el golpe de Estado.
En 1983, durante el proceso de retorno a la democracia, fue precandidato a presidente por una línea interna del Partido Justicialista (PJ), denominada Pensamiento y Acción Justicialista.
En 1985 fue nombrado como asesor de planificación del gobierno de la provincia de Santa Cruz.
Falleció el 14 de noviembre de 2001 en Buenos Aires a los 74 años.